# خلية ضوئية جهدية متعددة الوصلات

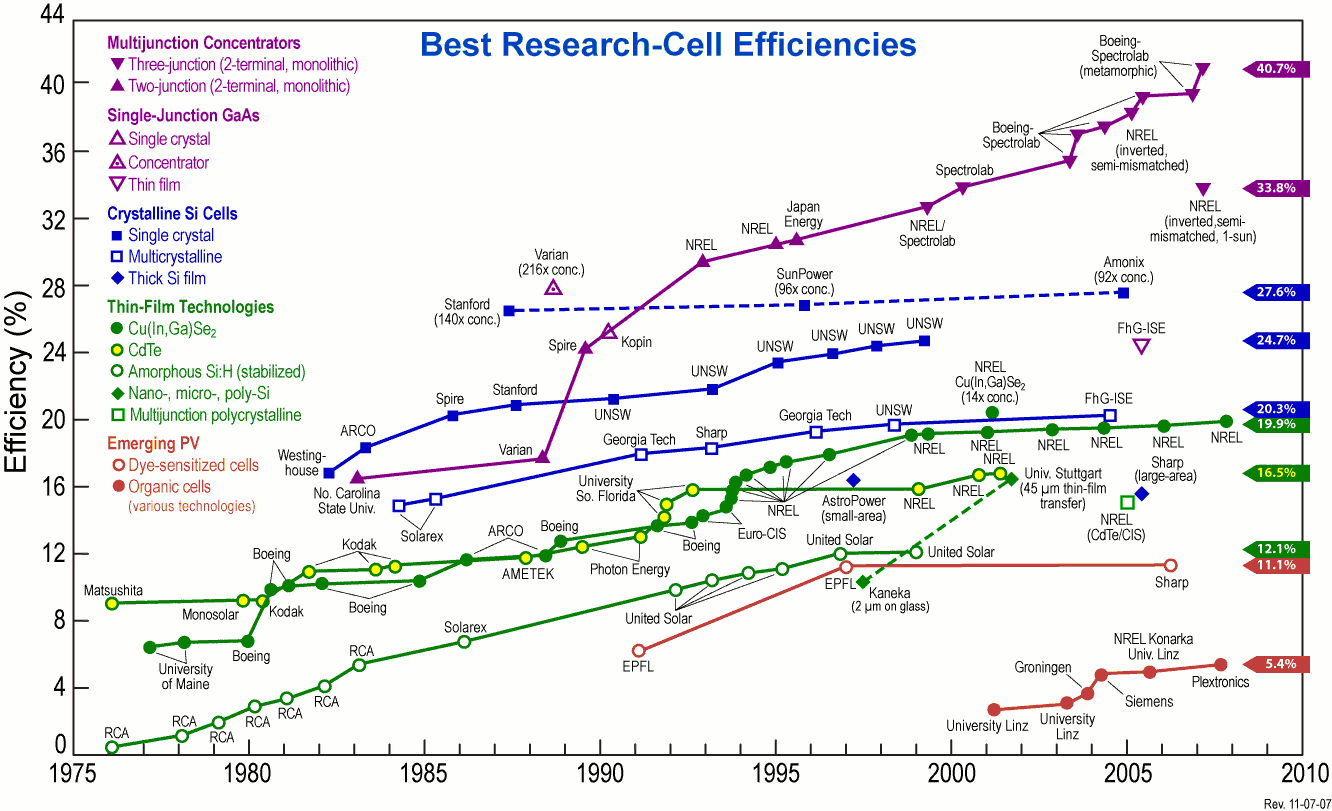
كفاءة الأنواع المختلفة من الخلايا الشمسية وتطورها منذ عام 1975.

خلية ضوئية جهدية متعددة الوصلات (بالإنجليزية: Multijunction photovoltaic cell)‏ هي نوع من أنواع الخلايا الشمسية أو الخلية الضوئية الجهدية تتميز بالكفاءة العالية في تحويل الطاقة الشمسية إلى طاقة كهربائية. وتتكون الخلية متعددة الوصلات من عدة طبقات رقيقة تحضر باستخدام ما يسمى التصفيف بواسطة فيض الجزيئات. وفي حين أن نوع من شبه موصل يتميز بحيز طاقة تسمح له بامتصاص لون معين من الضوء، أي أن له قدره على امتصاص جزءا محدودا من طيف الموجات الكهرومغناطيسية وتقل كفاءته عند امتصاص غيرها. ولذلك تـُختار طبقات شبه الموصلات بحيث تمتص بمجموعها جميع موجات الطيف الضوئي بكفاءة وتولد بذلك قدرا أكبر من الكهرباء.
أي أنه في الخلية متعددة الوصلات، تقوم كل طبقة فيها بامتصاص لونا أو لونين من ألوان الطيف المار فيها بحيث تمتص في مجموعها أكبر قدر من الضوء وتحوله إلى كهرباء.

## تطويرها
ابتكرت الخلايا الشمسية متعددة الوصلات أول مرة واستخدمت لإمداد الأقمار الصناعية بالطاقة حيث عوضت كفاءتها العالية المصروفات الباهظة لتحضيرها.
وتستخدم هذه الخلايا حاليا أيضا على الأرض في مجمعات تعمل بالتاثير الضوئي الجهدي، وقد أدى الجمع بين الكفاءة العالية والتركيز في الاستخدام إلى منافستها للألواح الشمسية التي تعمل بالسيليكون.
وتستخدم تلك التقنية حاليا أيضا على مسباري المريخ أبورتيونيتي وسبيريت الذان أرسلا إلى المريخ عام 2004 ولا زالا يعملان حتى الآن.
ويقدم الجمع بين خلايا ضوئية موصلة على التوالي ومكونة من فوسفيد الجاليوم إنديوم GaInP وأرسينيد الجاليوم GaAs ووصلات بي إن للجرمانيوم p-n junctions حلولا جيدة للاستخدام وبدأ الطلب يزداد عليها. وفي خلال الفترة بين ديسمبر 2006 وديسمبر 2007 زاد سعر الجاليوم عالى النقاوة من 350 دولار إلى 680 دولار للكيلوجرام. كما ارتفع حاليا ثمن معدن الجرمانيوم أيضا من 1000 دولار للكيلوجرام إلى 1200 دولار. تلك المواد تستخدم لتمنية البلورات اللازمة لتلك الخلايا.
وقد استخدم نوع من الخلايا الشمسية - جاليوم أرسينيد ثلاثي الوصلات - في تسير السيارات خلال السباق العالمي «ورلد سولار تشالنج» لاستغلال الشمس وكسبت الجائزة الأولى أربعة مرات متتالية من 2005 إلى 2007 .
وفي عام 2009 اعلنت إحدى الشركات أنها رفعت من كفاءة الخلية الضوئية الثلاثية الوصلات إلى 35 % بزيادة 15 % عن سابقتها.

## كفاءتها عام 2010
ابتكر سبكترولاب Spectrolab ما يسمى خلية شمسية مركزة concentrator solar cell تحول الطاقة الشمسية إلى كهرباء بكفاءة 7و40 % وهو يعتبر رقم قياسي عالمي ويبلغ ثمنه نحو 3 دولار لكل واط وتبلغ كلفة الطاقة الكهربائية التي يقدما من 8 إلى 10 سنت لكل كيلوواط ساعي. وكانت كفاءة الخلايا الضوئية متعددة الوصلات خلال الثمانينيات من القرن الماضي قد وصلت 16 % فقط، ثم اخترقت كفاءتها حد ال % 30 عام 1994 .

## اقرأ أيضا
- نظام الفولتية الضوئية المركزة الحرارية
- خلية شمسية
- توليد الكهرباء من طاقة الشمس
- تأثير ضوء جهدي
- لوح ضوئي
- ظاهرة كهروضوئية
- لوح ضوئي جهدي
- محطات طاقة شمسية جهدية
- مصفوف ضوئي جهدي
- تبلور ابتدائي